# Tocomocho
El tocomocho es una estafa tradicional. La estafa suele desarrollarse en lugares de tránsito donde una persona aborda a la víctima manifestando tener un billete de lotería premiado y que por alguna causa no puede cobrar. El estafador ofrece a la víctima venderle el boleto por menos dinero del que corresponde al premio.
Normalmente alegará motivos convincentes para explicar su imposibilidad de cobrar el premio. Ser un extranjero en situación irregular, estar en un proceso de divorcio y no querer compartir el premio con su expareja o tener que salir de viaje con urgencia son algunas de las excusas más recurrentes.
Para dar mayor credibilidad al timo, irrumpirá un segundo estafador (gancho) que suele afirmar la autenticidad del premio exhibiendo un listado de boletos premiados en un periódico o comprobando el número en el teléfono móvil. Cuando la víctima compra el boleto premiado y va a cobrarlo a la ventanilla de la administración de lotería comprueba que el billete de lotería es falso, o no está premiado.
En torno a la venta de lotería y al posterior cobro de premios, existen diversas modalidades de estafas y timos a las que conviene estar alertados.
La época más propicia para este tipo de estafas es en los días posteriores al Sorteo de Lotería de Navidad.